# Xtube
Xtube è stato un sito web canadese di video sharing che consentiva la visione e la condivisione di filmati pornografici sia ad utenti registrati che ad utenti non registrati purché avessero più di diciotto anni. Esso ospitava materiale sia a sfondo eterosessuale che omosessuale o bisessuale.
Xtube affermava di avere più di nove milioni di utenti registrati e nella classifica di Alexa si posizionava al 506 posto a livello mondiale, ed al 265 negli Stati Uniti d'America. Il sito riceveva 4,5 milioni di visite al giorno. I principali concorrenti di Xtube sono PornoTube e YouPorn. Il sito ospitava al suo interno anche una wiki a contenuto sessuale, la XTube Sex Wiki. Il sito è stato chiuso il 5 settembre 2021.